# Orostachys malacophylla
Orostachys malacophylla es una especie de planta fanerógama perteneciente a la familia Crassulaceae.   

## Descripción
Orostachys malacophylla  es una planta perenne que tiene las hojas en una roseta de 4-15 cm de diámetro; hojas en roseta oblongas, oblongo-lanceoladas, obovadas o elípticas, de 1,5-7 × 1-3 cm, con margen entero, ápice obtuso a cortamente acuminado, ausente columna vertebral apical. Las hojas del tallo de 7 cm, por lo general más largas que las hojas en la roseta, ápice obtuso. Inflorescencia racemosa o, a veces espigada  y ramificada, densa, de 10-30 cm; brácteas espatulado-ovadas. Flores, a menudo, sésiles. Sépalos oblongos, de 3-4 mm, agudas ápice. Pétalos blancos o verdosos, oblongas a ovadas-oblongas, de 4-6 mm, connados de base para 1-1,4 mm. Estambres más largos que los pétalos; anteras amarillas.  Carpelos ovoides de 4,5 mm, afilado hacia ambos extremos. Estilos de 1 mm. Semillas ovoides-oblongas, longitudinalmente estriadas. Fl. julio, fr. agosto-septiembre.

## Distribución y hábitat
Se encuentra en las grietas de las rocas; a una altitud de 1200-1800 metros, en Hebei, Heilongjiang, Jilin, Liaoning, Mongolia Interior de China y en Japón, Corea, Mongolia y Rusia.
Se encuentra en las rocas en las laderas, tejados de las casas, troncos de árboles cubiertos de musgo; a una altitud de 1600 m (3500 m en Gansu y Qinghai). Anhui, Gansu, Hebei, Heilongjiang, Henan, Hubei, Jiangsu, Liaoning, Mongolia Interior, Ningxia, Qinghai, Shaanxi, Shandong, Shanxi, Zhejiang en China y en Corea, Mongolia y Rusia.

## Taxonomía
Orostachys malacophylla fue descrita por (Pall.) Fisch. y publicado en Mémoires de la Société Impériale des Naturalistes de Moscou 2: 274. 1809.
Etimología
Orostachys: nombre genérico que deriva de las palabras griegas: óros de "montaña" y stachys para "oreja".
malacophylla: epíteto latíno que significa "hojas como conchas". 
Sinonimia
- Cotyledon malacophylla Pall.
- Orostachys malacophylla subsp. malacophylla
- Sedum malacophyllum (Pall.) Steud.
- Umbilicus malacophyllus (Pall.) DC.[3]